# Kłodawa (osada leśna w powiecie chojnickim)
Kłodawa (także Kłodawa Leśnictwo) – osada leśna w Polsce położona w województwie pomorskim, w powiecie chojnickim, w gminie Chojnice.
W latach 1975–1998 miejscowość administracyjnie należała do województwa bydgoskiego.
Leśniczówka w połaci leśnej sąsiadującej z drogą wojewódzką 235, na północ od Kłodawki, wchodzi w skład sołectwa Kłodawa.